# 성동구의회
성동구의회는 서울특별시 성동구 지역을 관할하는 기초의회이다.